# Centro Sportivo Capelense
Il Centro Sportivo Capelense, noto anche semplicemente come Capelense, è una società calcistica brasiliana con sede nella città di Capela, nello stato dell'Alagoas.

## Storia
Il club è stato fondato il 4 aprile 1946. Ha vinto il Campionato Alagoano nel 1959, nel 1962, e nel 1989. Il club ha partecipato alla Taça Brasil nel 1960, dove ha perso la finale della zona nordest contro il Bahia, e ha partecipato di nuovo nel 1963. Il Capelense ha partecipato alla Coppa del Brasile nel 1990, dove è stato eliminato ai sedicesimi di finale dal Flamengo. Il club ha vinto il Campeonato Alagoano Segunda Divisão nel 2008.

## Palmarès

### Competizioni statali
- Campionato Alagoano: 3

1959, 1962, 1989
- Campeonato Alagoano Segunda Divisão: 1

2008